# Nephtheidae
A Nephtheidae a virágállatok (Anthozoa) osztályának szarukorallok (Alcyonacea) rendjébe, ezen belül az Alcyoniina alrendjébe tartozó család.

## Rendszerezés
A családba az alábbi 18 nem tartozik:
- Capnella Gray, 1869
- Chondronephthya Utinomi, 1960
- Chromonephthea van Ofwegen, 2005
- Coronephthya Utinomi, 1966
- Dendronephthya Kükenthal, 1905
- Drifa Danielssen, 1886
- Duva Koren & Danielssen, 1883
- Eunephthya Verrill, 1869
- Gersemia Marenzeller, 1877
- Lemnalia Gray, 1868
- Litophyton Forskål, 1775
- Neospongodes Kükenthal, 1903
- Pacifiphyton Williams, 1997
- Paralemnalia Kükenthal, 1913
- Pseudodrifa Utinomi, 1961
- Scleronephthya Studer, 1887
- Stereonephthya Kükenthal, 1905
- Umbellulifera Thomson & Dean, 1931

Korábban még 4 másik taxonnév is idetartozott, azonban azok a fentiek szinonimáinak bizonyultak, vagy át lettek helyezve más családokba.